# Pitchi Poï
Pour les articles homonymes, voir Pitchi Poï (homonymie).
Pitchi Poï est une série de bande dessinée pour la jeunesse.
- Scénario : Laurent Cagniat, Claude Guth
- Dessins : Laurent Cagniat
- Couleurs : Claude Guth

## Albums
- Tome 1 : Pitchi Poï (2001)[1]
- Tome 2 : La Folie Pom'Pet (2003)
- Tome 3 : Baby Belle (2005)

## Publication

### Éditeurs
- Delcourt, coll. « Delcourt - Jeunesse », tomes 1 à 3 (première édition des tomes 1 à 3).